# 감염 (영화)
《감염》(感染, Kansen)은 일본에서 제작된 오치아이 마사유키 감독의 2004년 공포 영화이다. 사토 코이치 등이 주연으로 출연하였고 이치세 타카시게 등이 제작에 참여하였다.
후지 TV의 드라마 기묘한 이야기의 "응급 환자"편을 소재로 하였다.

## 출연

### 주연
- 사토 코이치
- 타카시마 마사노부

### 조연
- 하다 미치코
- 호시노 마리
- 키무라 타에
- 마키 요코
- 미나미 카호
- 모로 모로오카
- 사노 시로